# حجم الدم المركزي
حجم الدم المركزي (بالإنجليزية: Central blood volume)‏ ويُدعى اختصارًا CBV، هو مجموع حجم الدم في تجاويف القلب والرئتين والشجرة الشريانية المركزية. يزداد حجم الدم المركزي خلال التحفيز الودي.